# 企業號輕巡洋艦
企業號輕巡洋艦（英語：HMS Enterprise），是綠寶石級輕巡洋艦的二號艦，所屬英國皇家海军，由約翰布朗造船廠建造，龙骨于1918年6月28日铺设。她于1919年12月23日下水，并于1926年4月7日服役，是皇家海军中第14艘以「企業」為名的艦船。企業號輕巡洋艦於1946年退役拆除，皇家海军現有以「企業」為名的艦艇是企業號海軍測量船。

## 特殊配置

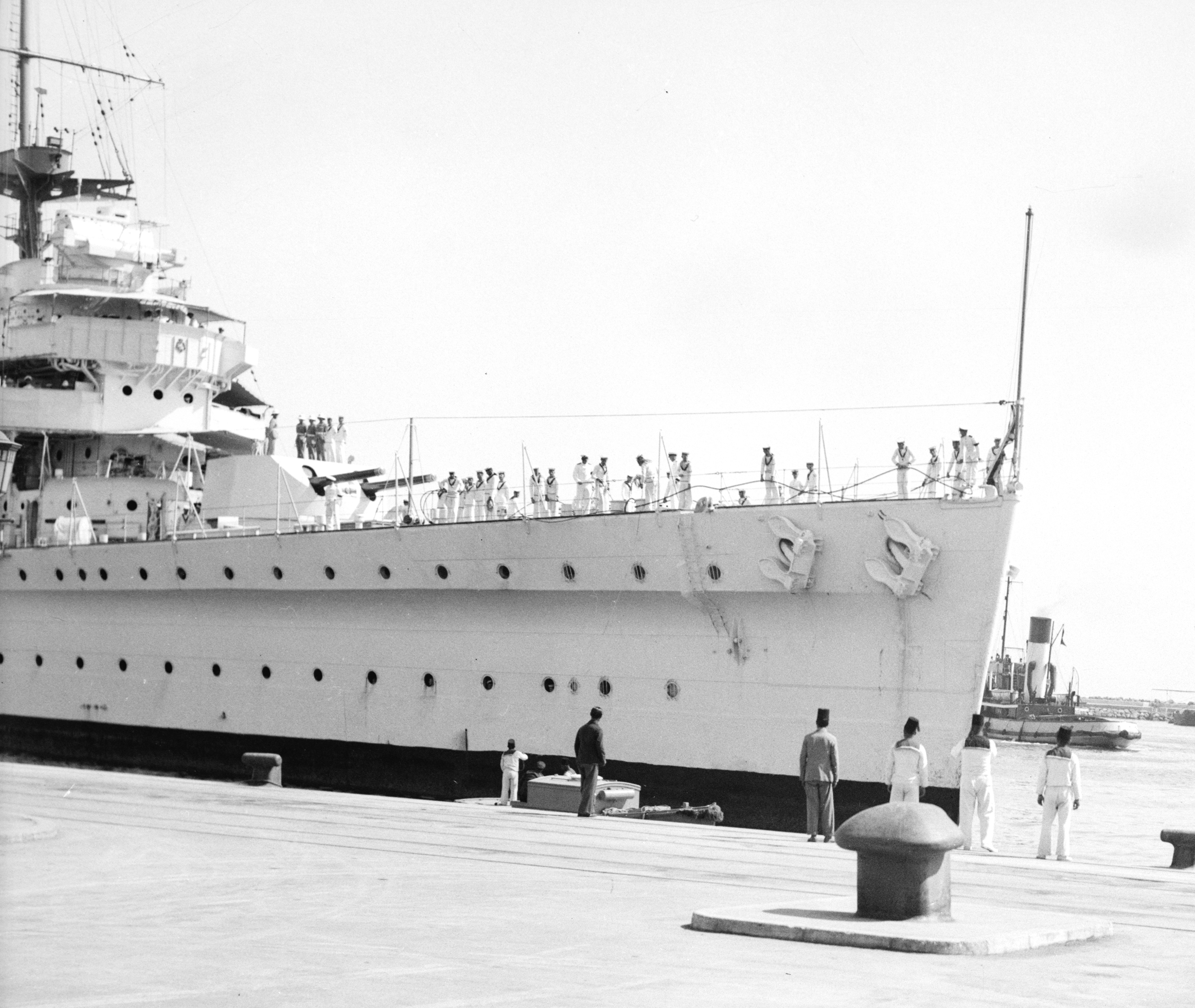
企業的雙聯裝炮塔

相較於旗艦綠寶石號，企業艦艏的配置十分特別，因為皇家海軍測試性地配置一座雙聯裝6 英寸（150 毫米）炮塔，不像綠寶石號一樣使用兩座單裝砲塔。隨著時間過去，人們認為此次改動是十分成功的，於是這個設計便一直被保留直到她被拆解。
这个炮塔設計后来被用在後來的艦砲配置，像是利安德級的配置便是受此影響。此外，因為艦首只有安裝一座砲塔，使得主砲占用的空间比起傳統的叠加火炮配置少很多，因此艦橋被放置能放在更靠前的位置，這是此種設計的好處之一。艦橋采用全新设计，顶部是一座指挥塔，而不是传统的围绕前桅和驾驶室建造的平台。此外，這種艦橋的顶部還有一个瞭望台。这种艦橋设计之後也出现在城级輕巡洋舰上。

## 服役歷史

### 戰間期

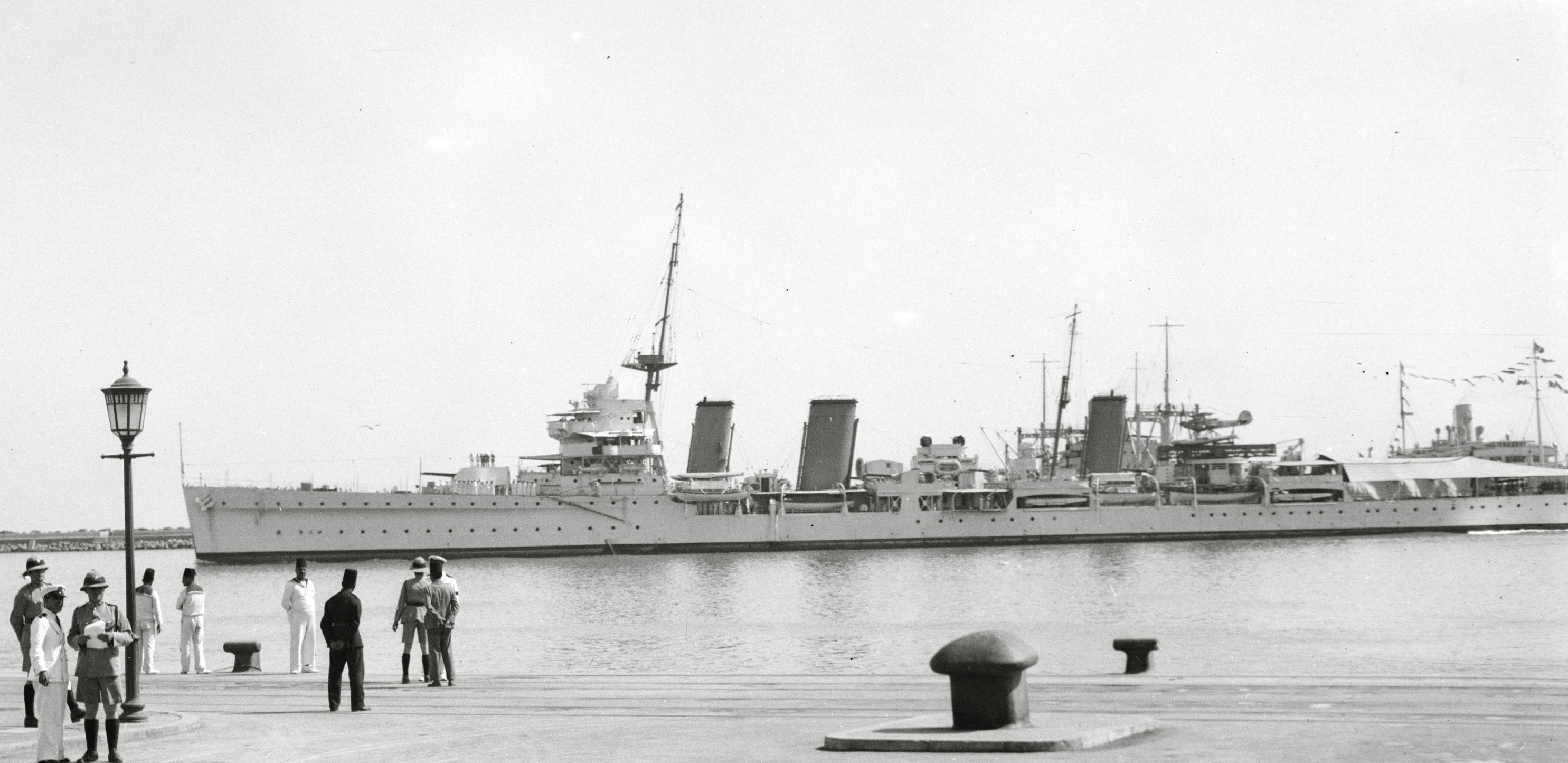
在海法的企業號

企業號在戰間期被調派到位在東印度的第四巡洋艦隊 ，1928年12月服役期滿。她此次任務有個有趣的點就是，在這次任務結束時，企業號取道東非回國，結果在基林迪尼港靠港休整時，恰逢威爾士親王愛德華和他的弟弟格洛斯特公爵乘坐馬耳他號郵輪到訪進行非官方訪問。在接下來的幾天裡，進取號的船員們與威爾士親王一起對英屬東非一帶進行了訪問，進取號上的船員更組成了一支橄欖球隊，在肯亞、烏干達及坦桑尼亚三國境內與當地的橄欖球俱樂部舉辦了巡迴公開賽。進取號的牧師哈羅德·E·斯蒂芬斯代表進取號向三個國家的橄欖球隊贈送了一座銀杯，並提議舉辦區域性的橄欖球賽，東非地區橄欖球錦標賽由此誕生，至今仍以“企業杯”的名稱為人所知。此外，這項活動至今仍在舉辦。
她之後又處理了幾項東印度艦隊的小任務，直到1934年7月4日才回到本土大修。1936年1月返回東印度艦隊。1936 年 5 月 4 日下午，企业号带着衣索比亞皇帝海尔·塞拉西一世（Haile Selassie）离开了法屬索馬利的吉布地，因為義大利在那時的第二次義大利衣索比亞戰爭中佔領了衣索比亞首都阿迪斯阿貝巴，使得衣索比亞皇帝必須撤離。最後在企業號的護送下，將他送到巴勒斯坦託管地的海法，之後就帶到英國本土。在 1941 年衣索比亞和盟軍一同復國之前，皇帝在位於英格蘭巴斯的費爾菲爾德之家开始了他在英格兰的五年流亡期。
1937 年底，曼徹斯特號在东印度艦隊接替了企业号的職位，企业号再度回歸本土。 1938 年 2 月，企業號受命将愛麗絲公主和她的丈夫阿斯隆伯爵运送到沙烏地阿拉伯 ——这是英国王室成员的首次访问。之後她又運送中國艦隊的人員運送至中國，事後她于 1938 年 9 月 30 日歸國，编入預備艦隊。

### 二戰

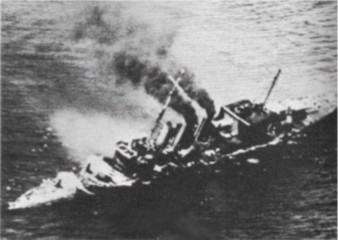
沉沒中的康沃爾

1939年9月，二戰爆發。企業號重新服役並加入了第 4 巡洋艦中隊的大西洋巡邏隊。她後來加入了北美和西印度群岛舰队。1939 年 10 月，在“魚之行動”期間，她負責將價值1000萬英鎊（以今天的貨幣換算為 6.6 億英鎊）的金條轉移到加拿大的哈利法克斯。
1940 年 4 月，她被調到本土艦隊參加挪威戰役。 4到5月間，她在挪威納爾維克及附近海岸以砲擊護送英國陸軍登陸，並於 4 月 19 日遭到德國潛艇U-65的襲擊，但未能成功對企業造成傷害。5月25日，她離開挪威哈爾斯塔，並裝載著三分之一的挪威國庫前往英國，路上經過斯卡帕湾，並在两次德国空袭中幸存下来，然后最後抵達格里诺克，也就是終點站。
1940 年 6 月加入新成立的以胡德号战列巡洋舰為首的H艦隊並啟航前往地中海，並因為法國投降，所以企業號隨H艦隊於同年 7 月與法國海軍談判，內容關於法軍艦隊在戰爭中的下一步，但沒有共識。她參與襲擊凱比爾港的行動，主旨是要摧毀法國海軍。當月底，她在馬爾他戰役負責運送飛機。沒多久H部隊被重組，企業號被調至南非開普敦，之後她成為南美艦隊的旗艦，主要參與貿易防禦和攔截任務。12月，她與坎伯蘭和紐卡斯爾號輕巡洋艦共事，目的是追擊所屬納粹的雷神偽裝巡洋艦，因為其不久前攻擊卡納文城堡號武装商船，但這次任務最後沒有成功。
1941 年初，她被分配到印度洋，在由競技神號航空母艦率領的艦隊和澳洲皇家海軍艦隊的陪同下，她參與了對舍尔将军号装甲舰的搜索。搜索結束後，在親德派拉希德·阿里·盖拉尼的起義引發的英伊戰爭中，企業號被派往巴士拉進行護航。隨著戰爭在5月底取得勝利，之後企業號又回印度洋執行護航任務。11 月，企業號在科倫坡進行改裝和維修，並在太平洋戰爭前完成。改造後她護送艦隊前往新加坡和緬甸仰光，然後加入海軍上將詹姆斯•薩默維爾爵士的東印度艦隊，並參加明年的貿易護航。1942年4月6日，她與聖騎士和黑豹驅逐艦一起救援在可倫坡復活節空襲中被日軍擊沉的康沃爾和多塞特郡號重巡洋艦的部分船員。之後企業號又一次參與了對敵艦的毫無結果的搜索，只因當時人們認為日本人正準備襲擊並可能入侵印度洋島嶼。 
1942年12月25日，她返回克萊德河進行大規模的改裝和現代化工程，隔年10月完成安裝的部分，試驗和測試在同年11月進行，曠時一整個月。1943 年 12 月底，她與甘比亞和格拉斯哥號輕巡洋艦在石牆行動（Operation Stonewall）中一同行動。12 月 28 日，比斯開灣戰役（Battle of the Bay of Biscay）爆發，企業與一支由11艘德國驅逐艦和魚雷艇組成的艦隊交戰，為封鎖艦 阿爾斯特魯弗號（前一天被空襲擊沉）提供晚到的護航。之後企業用魚雷擊沉T26，隨後 T25和 Z27也被擊沉，另外還有四艘德國艦船在交戰中受損。
1944年2月3日至29日，企業又進行改裝，並於3月27日至31日安裝了導彈干擾裝置。5月，企業號隨後被分配到轟炸部隊“A”，該部隊的艦艇有來自家鄉的霍金斯、黑太子號輕巡洋艦、厄瑞布斯號重炮艦、來自荷蘭的索姆巴號砲艇，以及來自美國的內華達號戰艦、塔斯卡盧薩號重巡洋艦和昆西號重巡洋艦。她隸屬於突擊部隊“U”（代號：猶他海灘），她是其中的領頭艦。當諾曼底登陸於當年6月6日開始時，轟炸部隊“A”攻擊位在法國的圣马丹德瓦尔勒维尔。企業從事瑟堡的海防；在隨後的行動中，她的船長和指揮官都受了傷，所以企業只好返回波特蘭。二十天后，她還參與了對凯尔克维尔的攻擊，嚇得德軍不敢開火。之後德軍使用岸防砲，但對企業傷害不大。在諾曼底登陸的行動中，企業消耗大約 9,000 枚主砲砲彈，並需要在朴茨茅斯進行兩次夜間火砲更換.。7 月，她被派至法國沿岸以支援英國的行動，7月17日，她在卡昂傾瀉兩天的炮火，以支援毛里求斯號輕巡洋艦和羅伯茨號重炮艦的攻勢。9月，她被調去在荷蘭海岸附近，以掩護英國陸軍第二軍團的行動，但最後沒去成。10月，取消調派至加拿大皇家海軍的計畫後，企業號便被取消現役，並在蘇格蘭羅塞斯成為儲備役。

### 結局
1945年5月起，德国投降，歐洲戰場結束，企業开始進行将亞非的海外英军运回国内的任务，這是她最後一次出任務。1946年1月13日，返回英國並退役。最後她於4月11日被移交給英國鋼鐵公司（BISCO） 報廢，並於4月21日抵達威爾斯紐波特的約翰·卡什莫爾公司進行拆除，企業的一生便畫下句點。

## 武裝調整

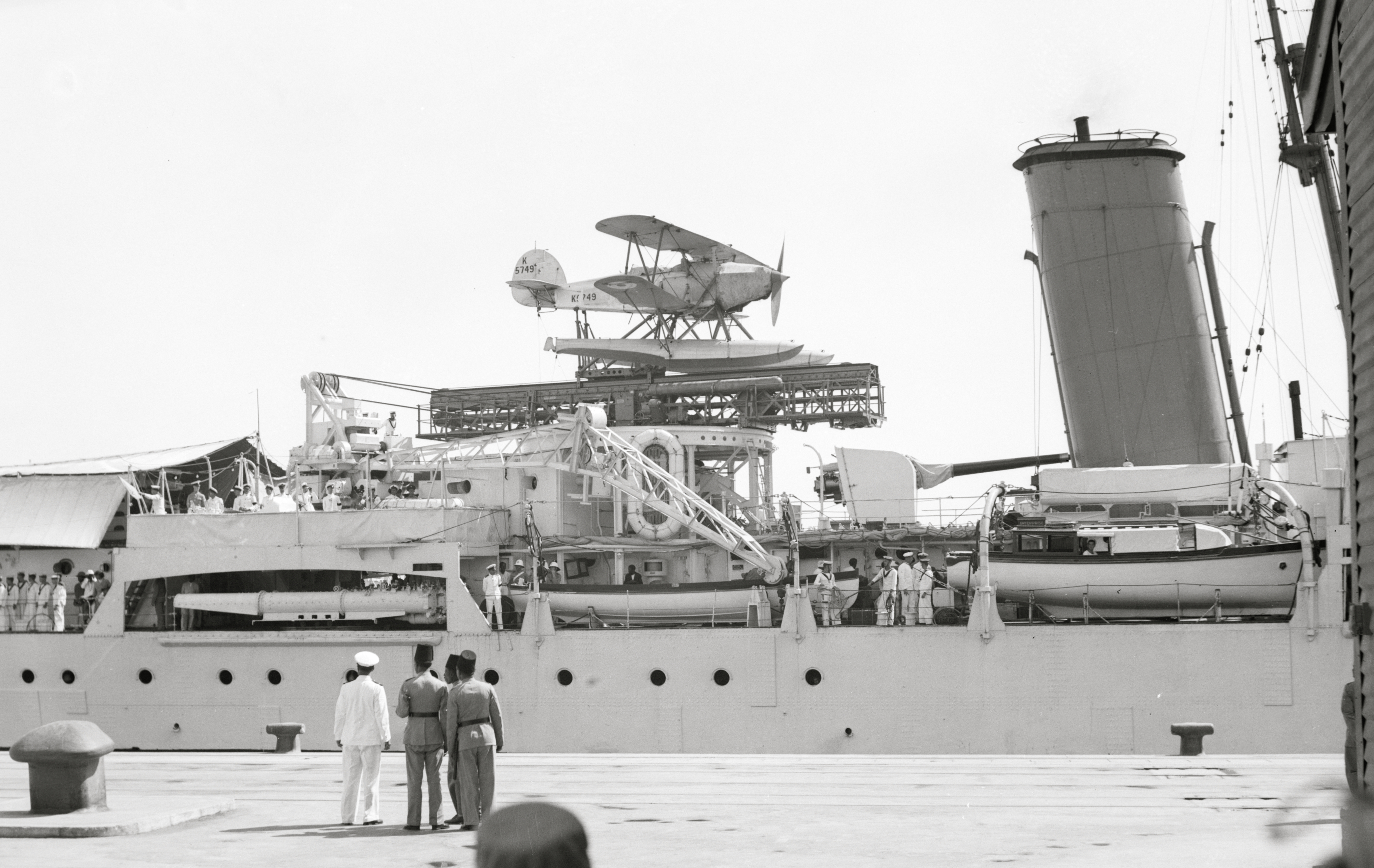
企業的艦載機－海狐（攝於1936年5月）

企業的武備在二戰時經歷了許多更動，以下依據時段整理出各時期武備的變化：
| 改造時段 | 1939 - 1942 | 1943 - 1944 | 1944 - 1945 |
| -------- | --- | --- | --- |
| 武器配置 | 1 × 雙聯裝BL_6吋Mk_XXIII後裝艦炮 5 × 單裝BL 6英寸Mk XII後裝艦砲 2 × 維克斯機槍 4 × 單裝砰砰砲 4 × 四聯裝533mm魚雷 | 1 × 雙聯裝BL_6吋Mk_XXIII後裝艦炮 5 × 單裝BL 6英寸Mk XII後裝艦砲 2 × 四聯裝砰砰砲 4 × 單裝砰砰砲 6 × 雙聯裝20 mm自動砲 4 ×四聯裝533mm魚雷 | 1 × 雙聯裝BL_6吋Mk_XXIII後裝艦炮 5 ×單裝BL 6英寸Mk XII後裝艦砲 2 × 四聯裝砰砰砲 4 ×單裝砰砰砲 6 × 雙聯裝20 mm自動砲 6 × 20mm單裝砲 4 × 四聯裝533mm魚雷 註：她的彈射器在這段時間被拆除 |

## 引用
1. ↑  . Kenya Cup.   [2022-07-01]. （原始内容存档于2021-05-19）.
2. ↑  Barker, A.J., The Rape of Ethiopia 1936, New York: Ballantine Books, Inc., 1971, p. 131.
3. ↑   (PDF).   [2022-06-29]. （原始内容存档 (PDF)于2022-02-16）.
4. ↑  Kindell, Don. . Naval-History.net.   [14 April 2010]. （原始内容存档于2019-09-11）.
5. ↑  Warship International, No. 1, 1997, p. 7.

## 外部連結
- HMS Enterprise at Uboat.net （页面存档备份，存于）
- NAVAL-HISTORY.NET （页面存档备份，存于）
- A History of Ships Named Enterprise （页面存档备份，存于）
- . Clydebuilt Ships Database.   [2010-02-15]. 原始内容存档于2004-09-20.